# Maple Valley (Washington)
Maple Valley (Ahorntal)  ist eine Stadt im US-Bundesstaat Washington in den Vereinigten Staaten.
Maple Valley ist mit 28.013 Einwohnern (Stand 2020) eine Stadt in der eher ländlichen Umgebung. Die nächste Großstadt ist Seattle.